# 1403
1403 (MCDIII) a fost un an comun al calendarului iulian, care a început într-o zi de luni.

## Nașteri
- 22 februarie: Carol al VII-lea al Franței  (d. 1461)
- 2 ianuarie: Bessarion  (d. 1472)

## Decese
- Baiazid I (Yıldırım Bayezid), sultan al Imperiului Otoman (n. 1360)